# Lymantria griseipennis
Lymantria griseipennis är en fjärilsart som beskrevs av Igor Kozhanchikov 1950. Lymantria griseipennis ingår i släktet Lymantria och familjen tofsspinnare. Inga underarter finns listade i Catalogue of Life.